# Francisco de Quevedo
Francisco Gómez de Quevedo y Villegas (14. září 1580, Madrid – 8. září 1645, Villanueva de los Infantes) byl španělský spisovatel.
Počátek 17. století, kdy Francisco de Quevedo tvoří je obdobím mocenského úpadku „Říše, nad níž slunce nezapadá“. V literatuře se tento úpadek ovšem neprojeví okamžitě, naopak objevuje se řada autorů světového významu (např. Cervantes, Calderón, Tirso de Molina, Lope de Vega) a mluví se oprávněně o Zlatém století (Siglo de Oro). V literatuře spolu soupeří dva styly kulteranismus a konceptismus. Prvý se vyznačuje kultivovaností a vzdělaneckostí, hojně je protkáván latinskými termíny. Konceptismus si více cení hříčky, vtipu a originálního nápadu. Quevedo je tradičně řazen mezi konceptisty, ale v jeho díle je patrné i již nadcházející baroko.

## Život

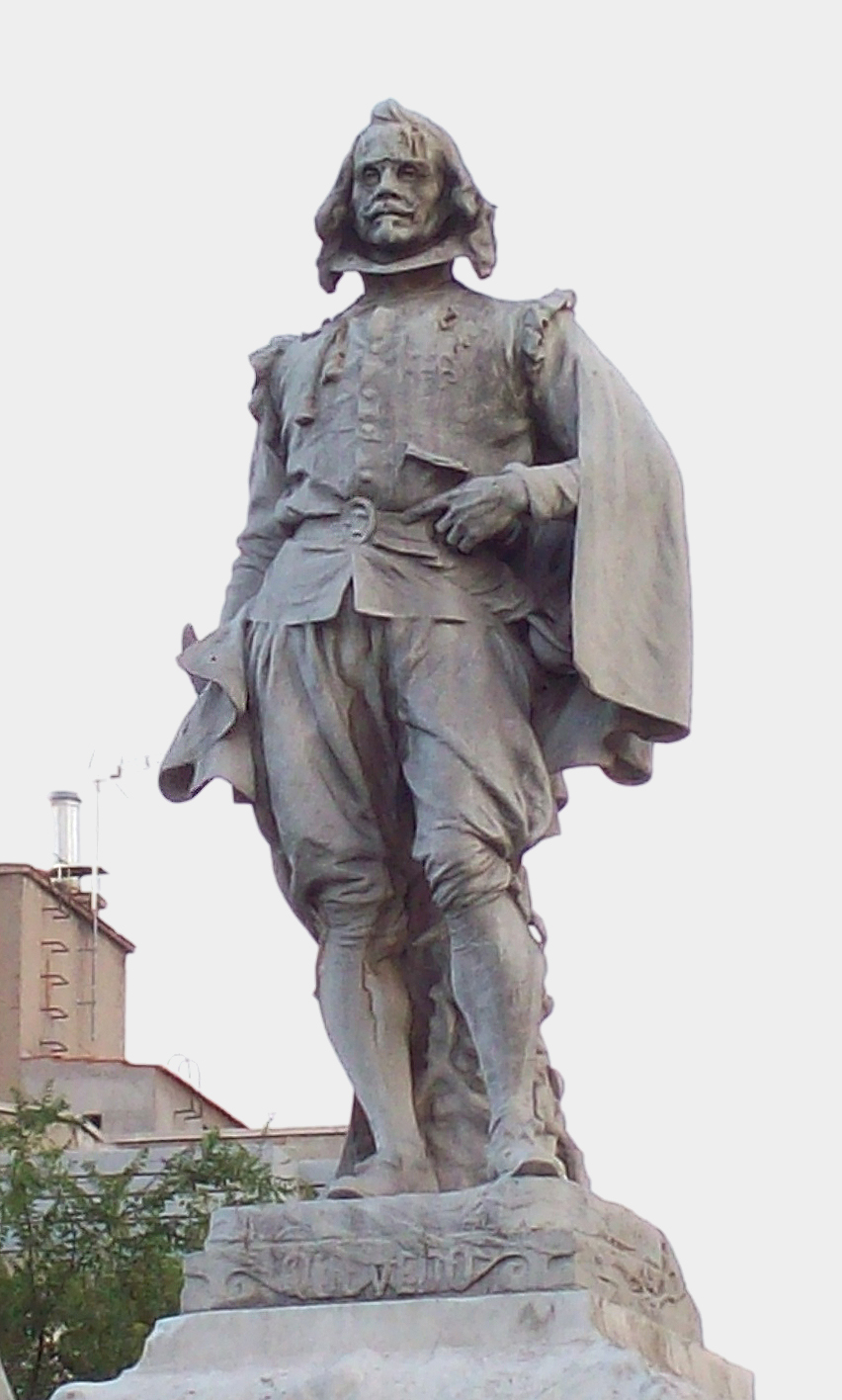
Quevedo (A. Querol, 1902, Madrid)

Quevedo pochází ze starobylé španělské šlechtické rodiny od Burgosu, jeho otec Pedro Gómez de Quevedo byl sekretářem různých členů královské rodiny a také jeho matka María de Santibañez pracovala u dvora. Studoval na jezuitském gymnáziu v Madridu, posléze na univerzitách v Alcalá de Henares a Valladolidu. Byl neuvěřitelně nadaný a již v mládí dosáhl mnohých úspěchů akademických i literárních. Vede poněkud nevázaný a prostopášný život.
Od roku 1601 žije u dvora, stává se diplomatem a zamotává se do různých politických dobrodružství na Sicílii a v Benátkách. Dosahuje i různých hodností u dvora. Dvůr je mu střídavě nakloněn a nebo jej odmítá, Quevedo totiž rád říká to, co si opravdu myslí a kritizuje ty, kteří kritizovaní být nechtějí. Nakonec je za kritiku samotného krále uvržen do žaláře, poté je sice propuštěn, ale jeho zdraví je již podlomeno a Quevedo brzy umírá.

## Dílo
Nejproslulejším Quevedovým dílem je Život rošťáka (Historia de la Vida de Buscón), typický pikareskní román. Termín pikareskní román pochází ze španělského pícaro, což je rošťák a podvodníček, postrádající jakýchkoliv mravních zásad, a kterému jsme přesto nakloněni a přejeme si, aby nebyl polapen a za své poklesky potrestán. Takový je i hlavní hrdina v Životě rošťáka don Pablos. Kniha je psána ich-formou a proto mnozí mají tendenci věřit tomu, že don Pablos a Quevedo jsou tatáž osoba. Přestože zřejmě obsahuje některé autobiografické prvky, není tomu tak, kniha je prostě jen tak mistrně napsána, že tento dojem budí. V satirických prózách Sny (Sueňos) a Dopisy rytíře de la Tenaza (Cartas de cavallero de la Tenaza) tepe zlořády tehdejšího Španělska. Věnuje se i literatuře náboženské, sepisuje například životopisy svatého Pavla a svatého Tomáše. Z jeho politických traktátů si získala největší proslulost Politika Boží. Nesnáší literaturu kulteranistů (a především Góngoru, představitele tohoto směru) a brojí proti jejich dílům a jazyku, kterého používají. A to například ve svých dílech Učená latinice (La Culta Latiniparla) a Kompas kultistů (Aguja de navegar cultos). Quevedovo básnické dílo je zřetelným projevem konceptismu, plné často nepřeložitelných slovních hříček. Jeho veršů se nám dochoval jen zlomek, do češtiny některé z nich přeložil a do sbírky Kruté sny uspořádal Vladimír Mikeš.

### České překlady ze španělštiny
- QUEVEDO de, VILLEGAS y, Francisco Gómez. Život rošťáka. Praha: SNKLHU, 1957. Překlad: Eduard Hodoušek
  - vyšlo znovu v roce 1980 v souboru Tři španělské pikareskní romány; Praha : Odeon, 1980
- QUEVEDO de, VILLEGAS y, Francisco Gómez. Kruté sny. Praha: Mladá fronta,1963. Překlad: Vladimír Mikeš

## Fotogalerie

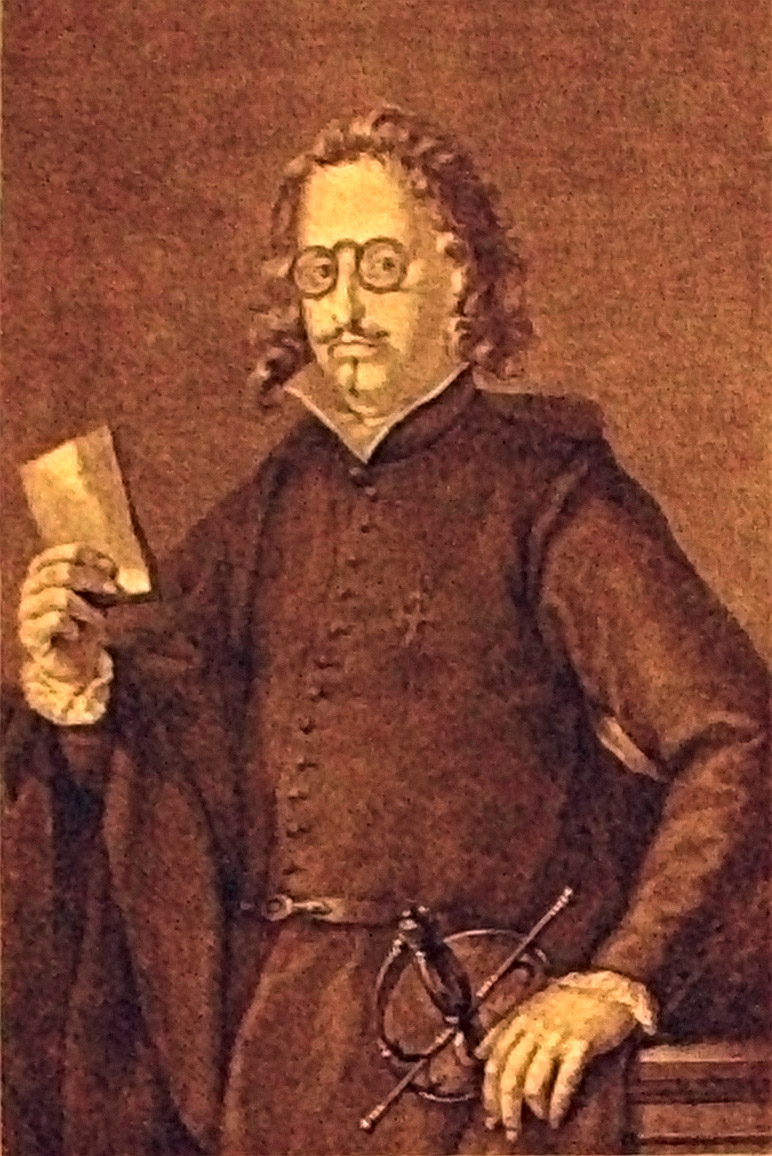
Francisco de Quevedo
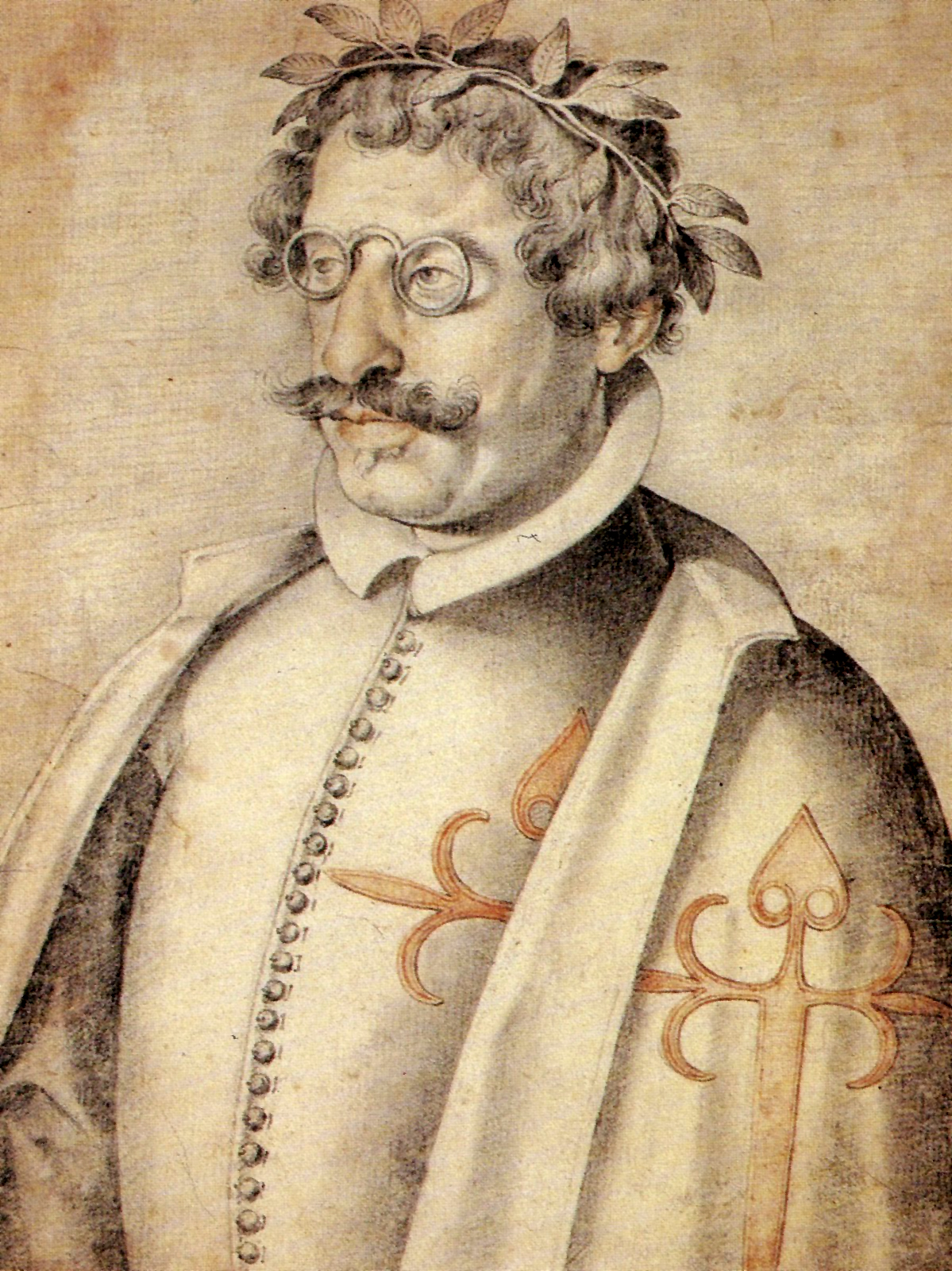
Francisco de Quevedo
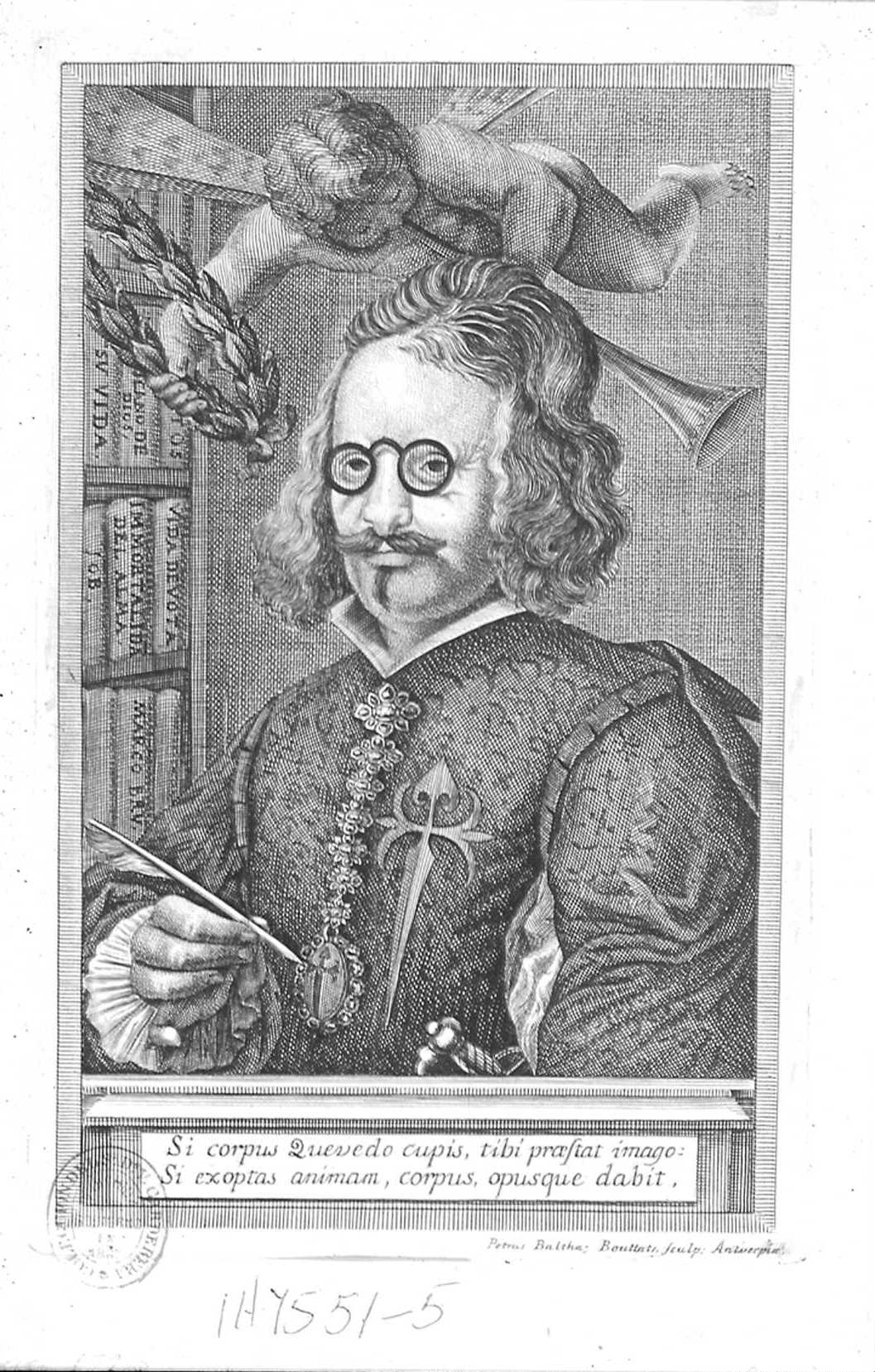
Francisco de Quevedo